# 木村洋人
木村 洋人（きむら ひろひと、1982年4月4日 - ）は、青森県出身のバスケットボール選手である。ポジションはガード。176cm、68kg。イカイレッドチンプス所属。

## 来歴
青森市立三内小学校でバスケを始め、青森西中学校、弘前実業高校、東北学院大学を経て、2005年に仙台89ERSに入団。
2006年、実業団のイカイに移籍。

## 経歴
- 弘前実業高 - 東北学院大学 - 仙台(2005年 - 2006年) - イカイ(2006年 - )